# Hot Pockets

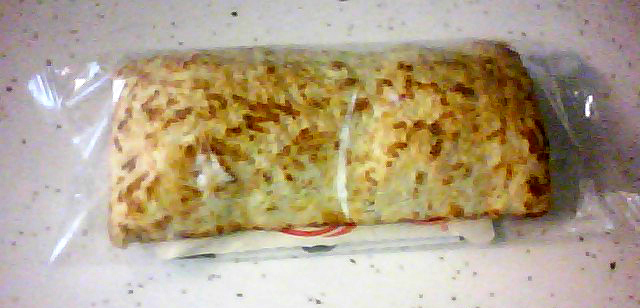
Una Hot Pocket, antes de ser cocinada.

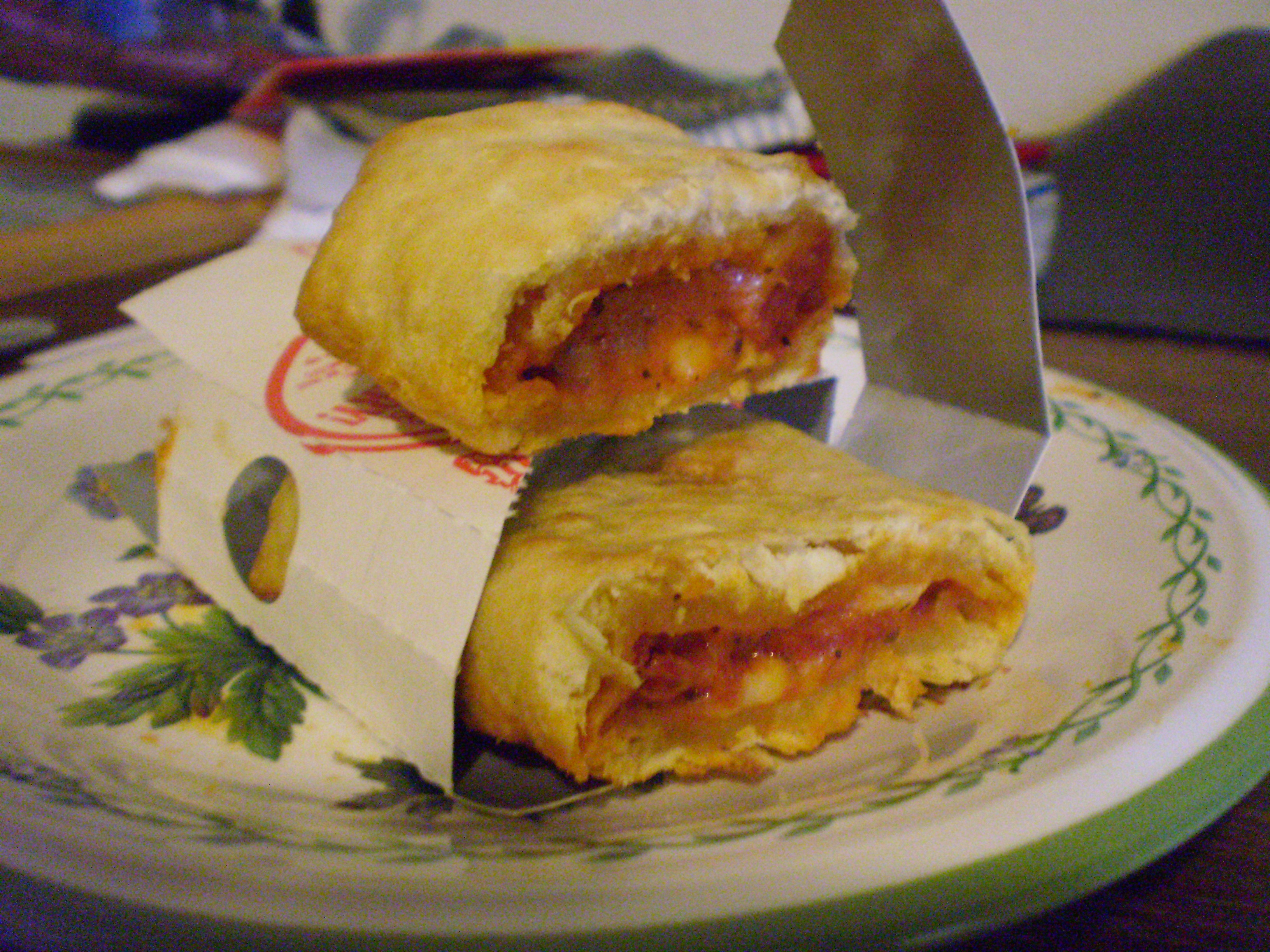
Una Hot Pocket, cortado para mostrar su contenido.

Los Hot Pockets son empanadas para el microondas que generalmente contienen uno o más tipos de queso, carne, o vegetales. Hot Pockets fue fundada por la compañía Chef America Inc. Desde el año 2002, estos han sido producidos por Nestlé.

## Producto
Hay más de 20 variedades de las tradicionales Hot Pocket, incluyendo el desayuno, almuerzo y variedades de cena. Nestlé también ofrece Lean Pockets, pan caliente de pretzel, Hot Pockets Croissant Crust (antes llamados Croissant Pockets), Hot Pockets Breakfast ítems, y Hot Pockets Sideshots. Nestlé antes producía “Hot Pie Express”, “Hot Pocket Pizza Minis” (originalmente llamados Hot Pockets Pizza Snacks), Hot Pockets Subs, Hot Pockets Calzones, Hot Pockets Panini, y Hot Pockets Breakfast fruit pastries.

## Historia
Los Hot Pockets fueron inventados por Paul Merage y David Merage en la década de los 70. Ellos fundaron la compañía Chef America Inc.  y empezaron a producir los Hot Pockets en 1983. En el año 2002 la compañía Chef America Inc. fue vendida a Nestlé, y ( 2012)  los productos de Hot Pockets ahora valen un aproximado de $4.5 billones de dólares.".
Citando a las reducciones de ventas, en 2012 Nestlé anunció que recortaría el número de empleados en su fábrica de California.

## Cultura Popular
El comediante Jim Gaffigan es muy conocido por su gracioso material acerca de los hot pockets. Esta material es muy popular entre sus fanes, que muy seguido le ofrecen hot Pockets mientras esta de gira.
The Huns in the cómic strip Wizard of Id served a trojan Hot Pocket to win the ever ongoing war against the King of Id, by letting them kill themselves slowly.
Charlie le menciona los Hot Pockets a Nolan en el episodio 83 de la temporada 2 de la serie Anger Management (Serie de TV) diciéndole que el le confía el decidir lo que va mejor con SunnyD.
En la serie “Breaking Bad”, Jessie le afirma a Hank que él ha estado en el cuarto de motel “comiendo “funyuns” y “hotpockets”.  A lo que, Hank se molesta y la frase es repetida varias veces.